# Абиџан
Абиџан (фр. Abidjan) је највећи град Обале Слоноваче и њен је културни и финансијски центар. Био је главни град државе од 1933. до 1983. године када је престоница постала Јамусукро.
Абиџан се простире на обалама Атлантског океана у региону Ебрије. Град је веома важно пристаниште. Развијена је индустрија текстила, аутомобилска индустрија и хемијска индустрија. Према попису из 2006. године, у граду живи 3 796 677 становника.

## Партнерски градови
- Сан Франциско
- Тјенцин
- Марсељ
- Сао Пауло
- Алфорвил
- Кумаси
- Понто Комбо
- Булоњ Бијанкур